# Serranus dewegeri
Serranus dewegeri là một loài cá thuộc họ Serranidae. Nó là loài đặc hữu của Venezuela.